# 상하이 제4중고등학교
중공 상하이 제4중학(中共 上海市第四中学)은 중화인민공화국 상하이에 있는 공립 중고등학교이다.

## 교내 주요 연혁
- 청나라 목종 동치제 치세 시절이기도 하였던 1867년 3월 3일을 기하여 사립 상하이 치충 여자중학당(私立 上海 啓崇女子中学堂)으로 첫 개교.
- 1951년 3월 3일, 중공 인민정부 시대 초기 시절 사립 상하이 후이밍 여자중학교(私立 上海 汇明女子中学)로 교명 개칭(개교 84주년).
- 1968년 10월 1일을 기하여 사립 여자 중고등학교에서 공립 남녀공학 중고등학교로 이관 및 학교 체제 개편 단행(개교 91주년 시절)과 동시에 상하이 제4중고등학교(上海市第四中学)로 학교 교명을 변경.